# Free-to-play
Free-to-play (F2P) este un model de afaceri utilizat în industria jocurilor video și software, unde jocul sau aplicația este disponibilă gratuit utilizatorilor, dar poate include microtranzacții sau achiziții în joc pentru conținut suplimentar, caracteristici sau beneficii. Acest model s-a dovedit a fi extrem de profitabil pentru dezvoltatorii de jocuri, permițând o bază de utilizatori mare și diversificată.

## Istoric
Conceptul de F2P nu este nou, dar a evoluat semnificativ de-a lungul decadelor. Primele exemple de jocuri gratuite pot fi urmărite până în anii 1980 și 1990, când jocurile shareware erau distribuite gratuit sau la un preț redus, iar utilizatorii plăteau pentru accesul la versiunea completă. Cu toate acestea, adevăratul boom al modelului F2P a avut loc odată cu dezvoltarea internetului și a jocurilor online în anii 2000.

## Caracteristici și Mecanisme

### Microtranzacții
Microtranzacțiile sunt plăți mici efectuate în cadrul unui joc F2P pentru a achiziționa bunuri virtuale, valute in-game, îmbunătățiri sau conținut suplimentar. Acestea sunt, de obicei, opționale, dar pot oferi avantaje semnificative, creând astfel o sursă de venit constant pentru dezvoltatori.

### Monede Virtuale
Multe jocuri F2P utilizează monede virtuale care pot fi câștigate în joc sau cumpărate cu bani reali. Aceste monede pot fi folosite pentru a achiziționa diverse iteme, caracteristici sau îmbunătățiri.

### Publicitate
Publicitatea este o altă sursă de venit pentru jocurile F2P. Jocurile pot include reclame video sau banner, care sunt afișate utilizatorilor. De asemenea, există modele unde jucătorii pot opta să vizioneze reclame pentru a primi recompense in-game.

## Avantaje și Dezavantaje

### Avantaje
- Accesibilitate: Jocurile F2P sunt accesibile unui public larg, deoarece nu necesită o investiție inițială.
- Bază largă de utilizatori: Permite dezvoltatorilor să atragă un număr mare de jucători, ceea ce poate duce la o comunitate activă și la creșterea popularității jocului.
- Flexibilitate: Jucătorii au posibilitatea de a alege cât doresc să cheltuiască, oferindu-le flexibilitate financiară.

### Dezavantaje
- Pay-to-Win: Unii jucători percep că anumite jocuri F2P devin "pay-to-win", unde cei care cheltuiesc bani reali au un avantaj semnificativ.
- Reclame Intruzive: Publicitatea excesivă poate deteriora experiența de joc.
- Dependenta: Microtranzacțiile și mecanismele de monetizare pot încuraja comportamente de tip adictiv.

## Exemple de Jocuri F2P

### Jocuri Populare
- Fortnite: Dezvoltat de Epic Games, Fortnite este un exemplu de joc F2P extrem de popular, care a generat venituri masive prin microtranzacții.
- League of Legends: Un joc de tip MOBA de la Riot Games, care utilizează un model F2P cu achiziții în joc pentru cosmetice și alte îmbunătățiri.
- Candy Crush Saga: Un joc puzzle mobil dezvoltat de King, care utilizează microtranzacții pentru a permite jucătorilor să achiziționeze vieți suplimentare și boostere.

### Tipuri de Jocuri
- Jocuri Mobile: O mare parte din jocurile F2P sunt disponibile pe platformele mobile. Exemplu: Clash of Clans, PUBG Mobile.
- Jocuri Online: Multe jocuri multiplayer online sunt F2P, cum ar fi Dota 2 sau Apex Legends.
- MMORPG: Jocuri de rol online masive multiplayer, cum ar fi Star Wars: The Old Republic, au adoptat modelul F2P pentru a atrage mai mulți jucători.

## Impactul Asupra Industriei
Modelul F2P a revoluționat industria jocurilor, schimbând modul în care dezvoltatorii și publisherii abordează monetizarea. În timp ce unii critici susțin că acest model poate duce la practici de afaceri etice discutabile, nu se poate nega impactul pozitiv asupra accesibilității jocurilor și creșterii industriei în ansamblu.

## Concluzie
Free-to-play este un model de afaceri care a transformat industria jocurilor video, oferind acces gratuit la jocuri pentru milioane de jucători din întreaga lume. Cu toate că prezintă provocări și critici, beneficiile sale în ceea ce privește accesibilitatea și flexibilitatea financiară îl fac să fie un model de afaceri durabil și popular în era digitală.